# Szampan

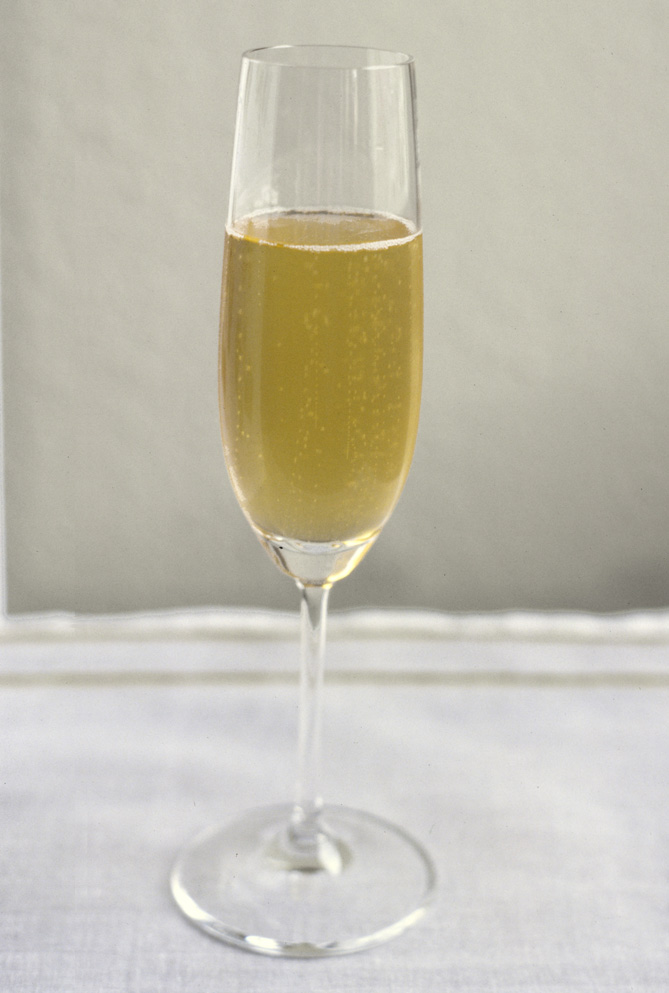
Szampan w kieliszku

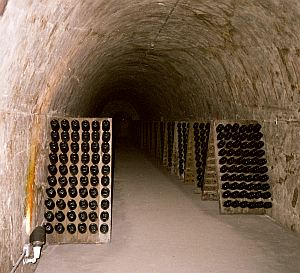
Piwnice producenta szampana w Reims

Szampan (z fr. champagne, od vin de Champagne) – szczególny rodzaj wina musującego (potocznie – każde wino musujące), powszechnie kojarzony ze świętowaniem i luksusem. Nazwę swą zawdzięcza Szampanii, regionowi w północno-wschodniej Francji, głównemu miejscu jego produkcji.
Szampan jest produkowany bez sztucznego nasycania napoju dwutlenkiem węgla. Dwutlenek węgla tworzy się w nim na skutek naturalnego procesu dojrzewania wina w butelkach. Do butelek nalewa się młode, nie do końca przefermentowane wino, a następnie przechowuje się lekko pochylone w stronę korka butelki w piwnicach, w stałej temperaturze 3–5 °C.
W odróżnieniu od szampana, którego nazwa została zastrzeżona w 1911 r., inne francuskie wina musujące produkowane metodą szampańską nazywane są „mousseux”. Z kolei w Szampanii produkuje się również wina o słabej mocy, które noszą inne nazwy: czerwone (Bouzy), białe (Coteaux champenois) lub różowe (rosé des Riceys). Jednak w tej historycznej prowincji produkuje się głównie wina białe musujące ze szczepów winogron chardonnay, pinot noir i pinot meunier, które nazywane są po prostu „szampanem”, bez podawania szczegółów. Wina te uchodzą za doskonałe i dlatego są stosunkowo drogie.

## Historia
Uprawa winorośli w Szampanii sięga epoki gallo-romańskiej, kiedy Rzymianie posadzili pierwsze krzewy winne w tym regionie. Uprawa winorośli przetrwała dzięki staraniom kleru, w szczególności z Reims i Châlons-en-Champagne.
W epoce feudalnej wina z Szampanii zakwalifikowano do „win francuskich” (vins de France), uważanych za produkty Basenu Paryskiego. Za panowania Henryka IV utrwaliło się w Paryżu określenie „wino szampańskie”, ale w regionie ta nazwa przyjmowała się trudno, ponieważ słowo champagne oznaczało nieużytki, nadające się tylko na pastwiska dla owiec.
W ciągu XVII w. wina z Szampanii zyskiwały coraz więcej zwolenników na dworach królewskich Francji i Anglii na skutek działań kilku rodzin paryskich, które posiadały ziemie w Szampanii. Tamten wiek charakteryzował się także ewolucją win szampańskich zgodnie z upodobaniami konsumentów win szarych, bardzo słabo zabarwionych, które w opinii winiarzy źle dojrzewają w beczkach.
Szampan jest szybko butelkowany od lat 1660. aby zapewnić najlepsze zachowanie aromatu (utoczenie z beczki przed końcem pierwszej fermentacji), ale w zamian stał się on naturalnie gazowany (szczególnie szampany o słabej zawartości alkoholu, słabo zabarwione i utoczone z beczki w okresie równonocy wiosennej). Ta cecha musowania przysparzała wielu trosk winiarzom, do tego stopnia, że szampan nazywany był „winem diabelskim” lub saute-bouchon (wystrzeliwacz korków) z powodu wybuchających butelek lub wystrzeliwanych pod ciśnieniem korków. Z tych powodów, gdyby Anglicy nie stali się zwolennikami tego musującego wina, nie byłby on być może taki jak jest obecnie, ponieważ od tamtej epoki Anglicy zaczęli hurtowo kupować od mieszkańców Szampanii beczki musującego wina, które butelkowali potem sami. To oni stwierdzili, że najlepszym okresem do wytworzenia musowania wina jest wiosna. W roku 1676 poeta londyński pisał: musujący szampan szybko dodaje sił biednym zmęczonym kochankom. W 1670 roku dom Pierre Pérignon (1638-1715), mnich-szafarz opactwa benedyktyńskiego w Hautvillers był pierwszym winiarzem stosującym dobór winogron, który poprawia jakość i eliminuje niektóre wady wina. Także on wprowadził używanie korka z dębu, przywiązanego do butelki włóknem konopnym nasyconym olejem, co pozwala winu zachować świeżość i pianę. Ponadto kazał wzmocnić butelki (wykonywane z grubego szkła), aby uniknąć ich wybuchania. Mimo dokonań tego mnicha, przyczyna musowania wina pozostawała nieznana aż do badań Pasteura nad fermentacją w XIX w. Kopalnie kredy w pobliżu opactwa dom Pérignona były wykorzystywane do przechowywania szampana w stałej temperaturze i wilgotności. Później specjalnie w tym celu wykuwano w pokładach kredy kolejne piwnice na wino. Część z innowacji Pérignona było powieleniem o kilkadziesiąt lat wcześniejszych badań Christophera Merreta.
Kanonik Jean Godinot napisał w 1718, że „od ponad 20 lat Francuzi zaczęli gustować w winie musującym” (szampan musujący miał być po raz pierwszy we Francji wprowadzony do sprzedaży w specjalnych butelkach około 1695). Z innych danych archiwalnych wynika, że około 1729 Nicolas Ruinart założył w Reims pierwszy kantor handlujący musującym winem z Szampanii. W 1730 założono podobny zakład „Chanoine Frères” w Épernay.
W XVIII w. szampan zaczął zdobywać międzynarodowe uznanie, dzięki właścicielom słynnych „domów szampana” (maisons de champagne), którzy zapewniali reklamę, np. Florenz-Louis Heidsieck i Claude Moët, później w XIX w. dzięki Pierre-Nicolas-Marie Perriet-Jouët i rodzinie Bollinger. Również niektóre kobiety po śmierci mężów kontynuowały ich działalność, m.in. panie: Pommery, Perrier i Clicquot (nazwana Grande Dame de Champagne – „Wielką Panią Szampana”), które także przyczyniły się do rozsławienia szampana. Talleyrand nazwał szampana „winem cywilizacji”.
Zanim nauczono się „szampanizowania” win białych, stawały się one niekiedy (w pewnych latach) w sposób naturalny musujące. Wiadomo, że naturalnie musujące wina były produkowane w całej Szampanii, jak również w Aube (w okolicach Bar sur Aube), w departamencie Górna Marna, w regionie Bourbonne (wino Soyers, gronowe, wytwarzane z meslier doré miało znaną charakterystykę, zanim te winnice zniszczyła phylloxera).
W 1928 nazwa „szampan” dotyczyła jedynie winorośli uprawianych na powierzchni 8000 ha i dających 24 miliony butelek wina.

## Dane geograficzne
Szampan jest produkowany w „strefie winiarskiej” (zone viticole) określonej w ustawie z 22 lipca 1927. Ta strefa nie jest jednolita:

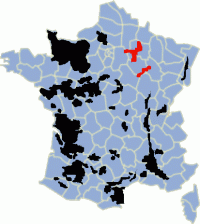
W kolorze czerwonym: strefa produkcji szampana

- Montagne de Reims (departament Marna): o ekspozycji przeważnie południowej, wzgórza o glebach grubą warstwą pokrywających pokłady kredy. Dominującą odmianą winorośli jest pinot noir. W piwnicach regionu „la montagne de Reims” przechowywany jest szampan, znany z mocy, składu i szlachetności.
- Vallée de la Marne (departamenty: Marna, Aisne i Sekwana i Marna): wzgórza o glebach głównie gliniasto-kredowych z tendencją marglową. Dominującą odmianą winorośli jest pinot meunier. Szampan z regionu „la vallée de la Marne”, dzięki dużemu zróżnicowaniu posiada atrakcyjny bukiet, owocowy i łagodny.
- Côte des blancs (departament Marna): tu dominuje jedna odmiana winorośli: chardonnay, jedyna winorośl biała dozwolona w Szampanii. Warstwa kredy pojawia się wszędzie na powierzchni, stanowiąc rezerwuar wody i ciepła w glebie. „La Côte des blancs” produkuje poszukiwany szampan, charakteryzujący się żywotnością i duchem, o aromacie lekkim i delikatnym, symbolizującym wyrafinowanie i elegancję.
- Vignoble de l'Aube, Bar-sur-Aube, Bar-sur-Seine (Aube i Górna Marna): na glebie kredowej o tendencji marglowej uprawiana jest głównie odmiana pinot noir. Szampan z „la Côte des Bar” jest winem z charakterem, harmonijnym i o złożonym aromacie.

Winnice produkujące szampan, o powierzchni nieco mniejszej niż 30 000 ha, są najdalej na północy położonymi winnicami Francji (60 do 80 dni z mrozem rocznie). Swoje bogactwo zawdzięczają rozdrobnieniu, każda wieś stanowi osobne cru, czyli produkuje regionalną odmianę szampana (inny teren i klimat); istnieje 302 takich cru. Ogólnie teren Szampanii jest podzielony na dwie klasy według rodzaju gleby. Stąd też istnieją dwie kategorie szampana: premier cru i grand cru. Podział ten ma znaczenie np. przy ustalaniu ceny jaką dostaje właściciel winnicy za swoje winogrona. Największe piwnice win szampańskich znajdują się w Épernay i Reims.
Uwaga: niektóre parcele produkujące szampan (20 ha) znajdują się w Île-de-France w gminach: Citry, Nanteuil-sur-Marne i Saâcy-sur-Marne (Sekwana i Marna); również w departamencie Haute-Marne znajduje się kilka dziesiątków hektarów takich parceli. Ściśle rzecz biorąc nie jest więc prawdą, że prawdziwy szampan pochodzi wyłącznie z Szampanii.

## Dane techniczne
Szampan wyróżnia się wśród słynnych win francuskich wieloma oryginalnymi cechami:
- zbiór winogron jest ręczny (używanie kombajnu do zbioru winogron jest zabronione), ponieważ jest istotne aby winogrona dotarły w doskonałym stanie do miejsca tłoczenia. Szampan jest bowiem winem białym, pochodzącym głównie z czarnych winogron –le pinot– i z tego powodu bezbarwny sok nie może zostać zabarwiony zewnętrzną skórką;
- łączenie różnych odmian (typów) winogron, łączenie różnych cru (win z różnych gmin Szampanii) i różnych roczników jest prawie regułą, w tym celu, żeby zapewnić ciągłość jakości produkcji winiarskiej i stałość cech organoleptycznych. Podanie rocznika jest dopuszczalne (lecz nie obowiązkowe) w przypadku łączenia win z tego samego rocznika. Na ogół jest to wskazówka wysokiej jakości;
- to wino musujące utrzymywane pod ciśnieniem w butelce, zamkniętej korkiem w kształcie grzyba (w przeciwieństwie do korków cylindrycznych), przytrzymywanym kapslem i kagańcem z drutu. Przy otwarciu korek ma tendencję do wyskakiwania i szampan tryska w formie piany, co trochę utrudnia podawanie tego wina; pęcherzyki gazu tworzą się na nierównościach kieliszka (preferowany jest wysmukły kieliszek do szampana);
- marka (nieobowiązkowa) jest podstawowym elementem identyfikacji szampanów (najbardziej poszukiwane są wina markowe);
- jest to jedyne francuskie wino różowe, które może być wytwarzane przez łączenie wina czerwonego (z Szampanii) z winem białym; różowy szampan uzyskuje się również pozwalając skórce czarnych winogron zabarwić sok po wyciśnięciu.

### Winorośl
Dopuszczalnych jest wiele odmian winorośli z rodziny pinot, w tym 3 najczęściej wykorzystywane to:
- chardonnay (winogrona białe, 26% obsadzonej powierzchni, dają wina świeże i delikatne); szampan produkowany wyłącznie z tej winorośli, spotykany w regionie Côtes des Blancs, jest nazywany „Blanc de Blancs”;
- pinot noir (winogrona czarne o bezbarwnym miąższu, 37% obsadzonej powierzchni, dają jednak sok biały, ponieważ skórka nie ma czasu zabarwić soku podczas tłoczenia; wytwarza się z nich wina o wyrazistym smaku i wyszukanym bukiecie);
- pinot meunier (winogrona czarne o bezbarwnym miąższu, dojrzewają nieco później niż pinot noir, 37% obsadzonej powierzchni, daje wino podobne do pinot noir, ale bardziej owocowe i o mniejszej zdolności do konserwacji);

oraz tradycyjne odmiany winorośli (powierzchnie upraw niewielkie, kilkuhektarowe):
- arbanne,
- petit meslier,
- pinot de juillet,
- pinot gris vrai (nazwa historyczna: fromenteau),
- pinot rosé,
- pinot blanc vrai.

Osobnym przypadkiem jest odmiana gamay, która nie należy do pinot, bardzo kontrowersyjna w opinii producentów i dopuszczona do produkcji szampana tymczasowo tylko w jednym departamencie – Aube.
Wydajność: 160 kilogramów winogron daje 102 litry moszczu, który po stratach procesu fermentacji (1,5%) i przelewania (0,5%) da 100 litrów przeznaczonego do sprzedaży wina, czyli 133 butelki po 75 centylitrów.
Najsłynniejsze wino białe pochodzi w większości z czarnych winogron. Produkowanie białego wina z odmiany winorośli tak barwiącej jak pinot noir (która należy do winorośli czerwonych burgundzkich) świadczy zarówno o uporze winiarzy z Szampanii jak o ich przywiązaniu do tej odmiany.

### Wyrób wina
Wino szampańskie jest produkowane metodą tradycyjną, niegdyś nazywaną metodą szampańską, która polega przede wszystkim na podwójnej fermentacji moszczu, pierwszej w kadziach, drugiej w samych butelkach, w piwnicy, z regularnym poruszaniem butelek. W powszechnym przekonaniu tę metodę wynalazł mnich Dom Pérignon. Obecnie historycy uważają, że był on raczej wynalazcą techniki odpowiedniego mieszania win.
Pierwsza fermentacja, zwana fermentacją alkoholową jest taka sama, jak w przypadku win niemusujących. Po niej może nastąpić (ale nie zawsze) fermentacja jabłkowo-mlekowa. Wytwórnie: „Lanson” w Reims i „Senez” w Fontette są znane z powodu niedopuszczania do fermentacji jabłkowo-mlekowej, aby zachować żywotność wina. Wino podstawowe podlega najczęściej fermentacji w kadziach. Niektórzy wolą jednak metody tradycyjne i przeprowadzają fermentację w beczkach dębowych (są to wytwórnie: „Krug” i „Bollinger”).
Na początku roku (następnego po zbiorze), wina są dostatecznie klarowne, aby można było je skosztować i przystąpić do etapu mieszania (assemblage), który łączy w proporcjach zmieniających się co roku wina z różnych odmian winorośli, terenów uprawy i roczników.
W każdym przypadku w chwili butelkowania wina podstawowego otrzymanego w ten sposób, dodaje się do niego tzw. liqueur de tirage, złożony z drożdży i cukru. Ten dodatek powoduje ostatnią fermentację, tzw. „pienistą” (prise de mousse). Ta druga fermentacja powoduje powstawanie pęcherzyków dwutlenku węgla.
Jednakże ta druga fermentacja tworzy obfity osad, który należy usunąć z wina. W tym celu ustawia się butelki na półkach tzw. „pulpitach” (pupitres), na których leżą nachylone szyjką w dół. Codziennie butelki są poruszane, czyli przekręcane szybkim ruchem o 1/4 obrotu, aby oddzielić osad od ścian butelki i aby opadł w kierunku szyjki. Ta czynność wykonywana jest coraz częściej automatycznie, w specjalnych skrzynkach, zwanych „skrzynkami obrotowymi” (gyropalettes). Po pewnym czasie cały osad zbiera się w szyjce, przy kapsli. Aby usunąć osad zamraża się szyjkę w kąpieli chłodzącej (roztworze solanki o temperaturze –18 °C) i zdejmuje się kapsle, osad jest wyrzucany przez gaz pod ciśnieniem; jest to etap oczyszczania (dégorgement). Objętość szampana, stracona w ten sposób jest zastępowana mieszanką starego wina i cukru, nazywanym liqueur d’expédition jest to etap dozowania (dosage). Ilość cukru zawarta w tym płynie decyduje, czy szampan będzie wytrawny(brut), półwytrawny(sec) lub półsłodki(demi-sec).
Niektóre szampany nie przechodzą etapu dozowania: po oczyszczeniu zawartość butelki uzupełnia się czystym winem zamiast mieszanki. Te szampany są bardzo wytrawne („brut zero” lub „extra brut”). Znajdziemy je na przykład w ofercie domów (maisons de champagne) Drappier z Urville, Georges Vesselle z Bouzy, Laurent Perrier z Tours-sur-Marne, Paul Goerg z Vertus czy Piper Heidsieck z Reims.
Po czyszczeniu (z dozowaniem lub bez), butelka zamknięta specyficznym korkiem, podtrzymywanym przez kapsel i plecionkę z drutu, przechodzi do ostatniego przed sprzedażą etapu produkcji – dojrzewania (maturation).

### Rodzaje szampana
Szampan powstaje w wyniku przeprowadzenia serii subtelnych zabiegów podczas całego procesu winifikacji – i od tego zależy charakter produktu gotowego do spożycia. Odpowiedni ich wybór dokonywany niezależnie przez każdego producenta określi typ i markę smakową rozpoznawaną przez konsumentów. Szampany wytrawne (brut) stanowią około 80 – 85 procent produkcji, ale istnieje tuzin innych rodzajów szampana.
Charakter szampana wyznacza się podczas wszystkich etapów.
- tłoczenie

Na tym etapie można zdecydować o kolorze: szampan różowy jest czasem wyrabiany przez „wyciskanie”. W tym przypadku kolor otrzymuje się przez tłoczenie poprzedzone chwilową fermentacją wraz z miąższem, co pozwala na ekstrakcję tanin i barwników ze skórki. Inna metoda, częściej stosowana, to mieszanie wina białego i czerwonego (ma to miejsce na późniejszym etapie). Szampany różowe, na które ostatnio rośnie popyt, stanowią około 5% produkcji. W XIX w. wyrabiano również szampana czerwonego (zob. niżej).
- fermentacja

Można przeprowadzić fermentację mlekowo-jabłkową aby otrzymać szampana bardziej złożonego w aromacie; można jednak również zatrzymać się na etapie fermentacji alkoholowej, co daje wino „żywsze”.
- mieszanie
  - Mieszanie tradycyjne

Najczęściej stosowany typ mieszania, polega na połączeniu vin z różnych odmian winogron, pochodzących z właściwego terenu i odpowiedniego rocznika. Proporcje składników dom szampana ustala każdego roku na nowo w celu zachowania stylu markowego produktu na przestrzeni lat.

To właśnie na tym etapie można otrzymać szampana różowego poprzez złączenie win białych i czerwonych.

Wino rocznikowe – wybór winogron tylko z jednego rocznika prowadzi do powstania szampana nietypowego, o charakterystycznym posmaku, niekoniecznie zgodnym z główną linią reprezentowaną przez dany dom szampana. Udziela on jednak produktowi swej renomy. Rocznikowanie nie podlega żadnym regułom i może być stosowane przejściowo (w niektórych latach) lub tylko do niektórych produktów danej marki. Szampany z ustalonym rocznikiem stanowią około 5% produkcji.
- - Mieszanie nietradycyjne

Blanc de blancs: to wino otrzymywane z jednego tylko rodzaju winogron, chardonnay, co nadaje mu świeży i delikatny smak
Blanc de noirs: wino wytwarzane z winogron czarnych, pinot lub meunier, i charakteryzujące się mocą tej pierwszej lub aromatem owocowym tego drugiej odmiany. Dużo częściej spotyka się wina wyrabiane całkowicie z odmiany pinot noir niż meunier. Ta ostatnia jest niesłusznie niedoceniana, mimo że długo była dominującą odmianą winogron w Szampanii. Zasadniczo jedynie dom szampana Krug publicznie przyznaje się do zainteresowania tą odmianą.
- dozowanie (dosage)

Ilość cukru użytego na tym etapie określi podstawową charakterystykę wina: wytrawne albo słodkie. Dokładniej, klasyfikacja jest następująca:
- - bardzo wytrawny (Brut intégral, Brut zéro)
  - wytrawny (Brut)
  - półwytrawny (Sec)
  - półsłodki (Demi sec)
  - słodki (Doux)

Podczas gdy w XVIII w. szampany półsłodkie (demi sec) cieszyły się dużą popularnością, to w 1876 zaczęto produkować szampana wytrawnego (brut) aby zaspokoić gusta brytyjskich amatorów win.
- dojrzewanie

Przy odpowiednim wyborze typu użytych winogron, które określają trwałość wina, niektóre domy szampana decydują się na sprzedaż niektórych win dopiero po upływie kilku lat przeznaczonych na dojrzewanie. Pozwala się w ten sposób aby wino rozwinęło swój aromat i wyróżniło się w ten sposób od pozostałych produktów danej marki.
- Skądinąd, również teren i rodzaj gleby na której rosną winogrona ma swoje znaczenie. Stąd też istnieje specjalna klasa jakości, tak zwane Grand cru. Jest ich 21, a ich pochodzenie geograficzne uważa się za szczególnie korzystne (stąd też nazwa i klasyfikacja).

Ponadto, w Szampanii produkuje się wina nie będące szampanami, np. Crémant-de-Champagne, które jest winem musującym. Również klasyczne (niemusujące) wina należą do zakresu apelacji tego regionu, np. Bouzy i wina Coteaux-champenois. Winogrona z Szampanii służą ponadto do produkcji ratafii (rodzaj aperitifu), jak również likierów.
W XIX w. kilka domów produkowało musujące szampany koloru czerwonego, który osiągano przez dodanie do białego szampana wina czerwonego niemusującego w ilości jednej części na trzy lub cztery, jak również czerwonego liqueur d’expédition (zob. wyżej). Ten typ produkcji został zabroniony, a ostatni czerwony szampan wyprodukował F. Giesler w 1887 r.

## Butelka szampana

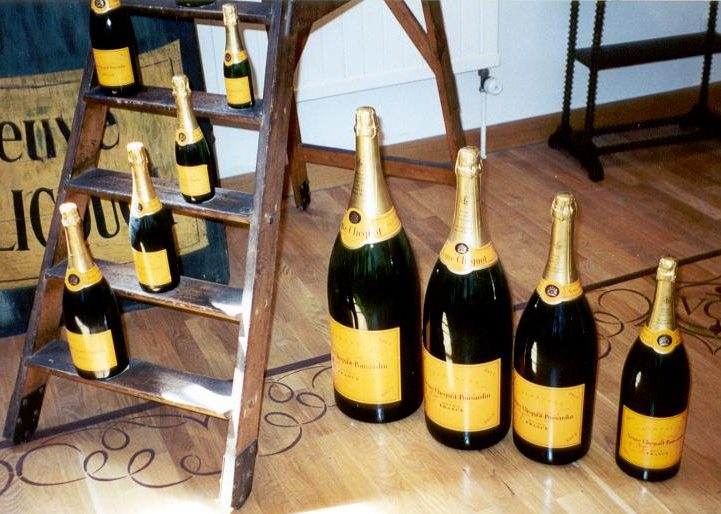
Porównanie różnych rozmiarów butelek.
Na drabinie (od dołu):
Magnum 1,5 l
Bouteille 0,75 l
Demi 0,375 l
Piccolo 0,188 l
Na ziemi (od lewej):
Balthazar 12 l
Salmanazar 9 l
Mathusalem 6 l
Jéroboam (au sol) 3 l

Klasyczna butelka szampana ma pojemność 75 cl. Jest wykonana z grubszego niż butelki od innych win szkła – aby wytrzymać ciśnienie gazu rzędu 6 atmosfer. Z tej samej przyczyny dno butelki jest mocno wklęsłe.
W XIX w. kupcy handlujący szampanem stworzyli szereg butelek o różnych pojemnościach (uwaga: dla innych win, np. Bordeaux, niektóre podane tu nazwy mogą odpowiadać innym pojemnościom).
- jedna ósma: 9,4 cl (rzadko używana)
- ćwiartka: 18,75 lub 20 cl (używana przez kompanie lotnicze i czasem nocne kluby)
- połówka: 37,5 cl (sprzedawana w restauracjach)
- średnia: 60 cl (rzadko używana)
- klasyczna: 75 cl (fr. la bouteille)
- magnum 1,5 l (podwójnej objętości)

Obecnie przeprowadza się proces dojrzewania szampana tylko w butelkach standardowych (0.75 l), „połówkach” (37,5 cl) albo „magnum” (1,5 l); pozostałe typy butelek są napełniane szampanem „gotowym” (przefermentowanym osobno). Doświadczenie pokazuje, że szampan najlepiej zachowuje swoje właściwości w butelce „magnum”; wolniejszy proces starzenia sprawia, że nektar utrzymuje dobrą jakość przez dłuższy czas. Szampan „magnum” jest niemal niezawodny i poleca się go, jeżeli tylko gości jest więcej niż czterech.
- Jeroboam 3 l: objętość czterech butelek normalnych

Objętości większe od tej są rzadko spotykane, bowiem duża butelka staje się niepraktyczna w użyciu, zbyt delikatna i droga w produkcji. Wszystkie większe butelki z wyjątkiem suwerena (26,25 l) i prymasa (27 l) noszą nazwy pochodzące od imion biblijnych.
- Rehoboam 4,5 l (6 butelek)
- Matuzalem 6 l (8 butelek)
- Salmanazar 9 l (12 butelek)
- Baltazar 12 l (16 butelek)
- Nabuchodonozor 15 l (20 butelek)

Niektórzy pośrednicy wprowadzili ostatnio butelki o jeszcze bardziej ekstrawaganckich pojemnościach.
- Salomon 18 litrów (24 butelki)
- suweren 26,25 litrów (35 butelek)
- prymas 27 litrów (36 butelek)
- Melchizedek 30 litrów (40 butelek) zawdzięcza imię starożytnemu królowi Salem. Ważąca 54 kilogramów butelka wypełniona szampanem „Carte d’or” została wypuszczona na rynek w dziesięciu egzemplarzach i sprzedana po cenie 2925 euro za sztukę.

### Korek

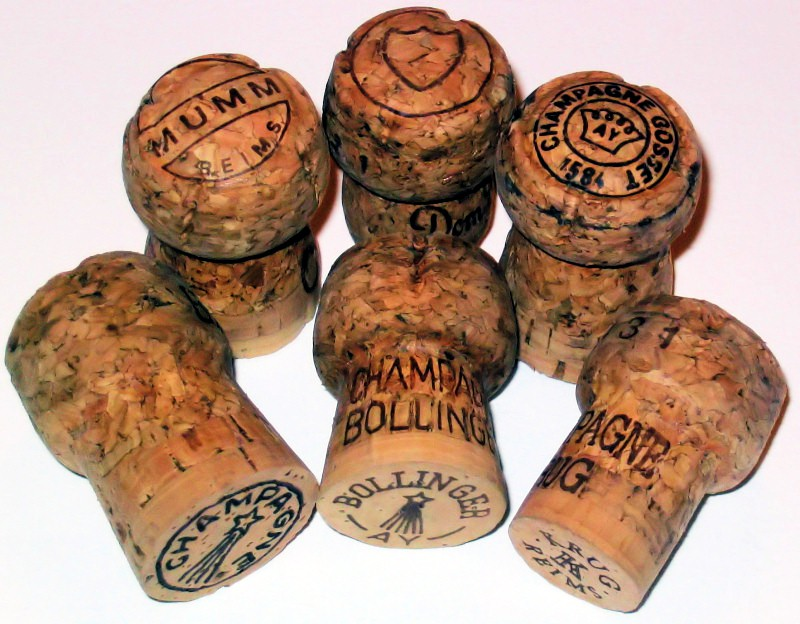
Korki od butelek szampana

Korek od szampana posiada charakterystyczną przypominającą grzyb formę; jest ona bardziej złożona niż prosty cylindryczny kształt korków używanych do innych win. W rzeczywistości forma ta wykształca się w szyjce butelki szampana, do której korek wchodzi tylko częściowo.
Początkowo, przed zamknięciem korek jest bowiem cylindryczny i posiada dość dużą w porównaniu z szyjką butelki średnicę. Aby mógł wejść musi być mocno ściśnięty; to zamykanie „na siłę” zapewnia, że korek nie wyskoczy sam pod ciśnieniem gazu zawartego w winie. Z czasem traci on swą naturalną elastyczność, a ponadto jego część znajdująca się przy szczycie butelki wysycha szybciej niż partia dolna, mająca kontakt z winem. Stąd zaraz po otwarciu korek jest najwęższy w swej środkowej części. Efekt ten może być wzmocniony przez różnice pomiędzy materiałami, z których wykonano różne części korka (skądinąd, materiały te są coraz droższe). Jeśli po otwarciu korek zanurzymy w wodzie, dość szybko przybierze on swoją początkową postać.
Na podstawie różnic w fakturze powierzchni korka odróżnimy następujące jego części
- Głowa (zwana także czasem rękawem), która zanurza się częściowo w szyjkę butelki, jest zbudowana z konglomeratu kory korkowej. Dzięki temu korek może osiągnąć potrzebne rozmiary. Ta część jednak ma niższą jakość i nie wchodzi w kontakt z winem.
- Korpus, zbudowany z dwóch krążków kory, przyłączany jest na dole głowy. Pozostaje w kontakcie z winem i zapewnia szczelność butelce.

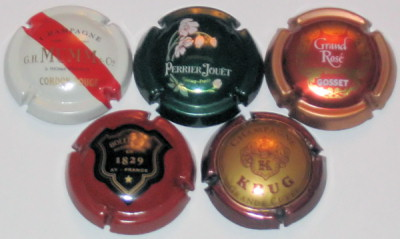
Kapsle od szampana

Po połączeniu części i wygładzeniu korki podlegają indywidualnej selekcji i traktowane są twardą parafiną, co gwarantuje szczelność i ułatwia wsuwanie do butelki.
Na górze korka umieszcza się metalowy kapsel (w języku francuskim detal ten ma specjalną nazwę: plaque de muselet; funkcjonuje też nazwa potoczna capsule).
Różności
- System recyclingu korków finansuje badania nad chorobami nowotworowymi. Operacja ta jest prowadzona przez stowarzyszenie France Cancer.
- Istnieje czekolada nazywana „korek od szampana”, mające charakterystyczną dla takiego korka formę i aromatyzowana szampanem.
- Starówka miasta Troyes ma formę korka od szampana

## Rynek dochodowy i strzeżony

### Rynek szampana

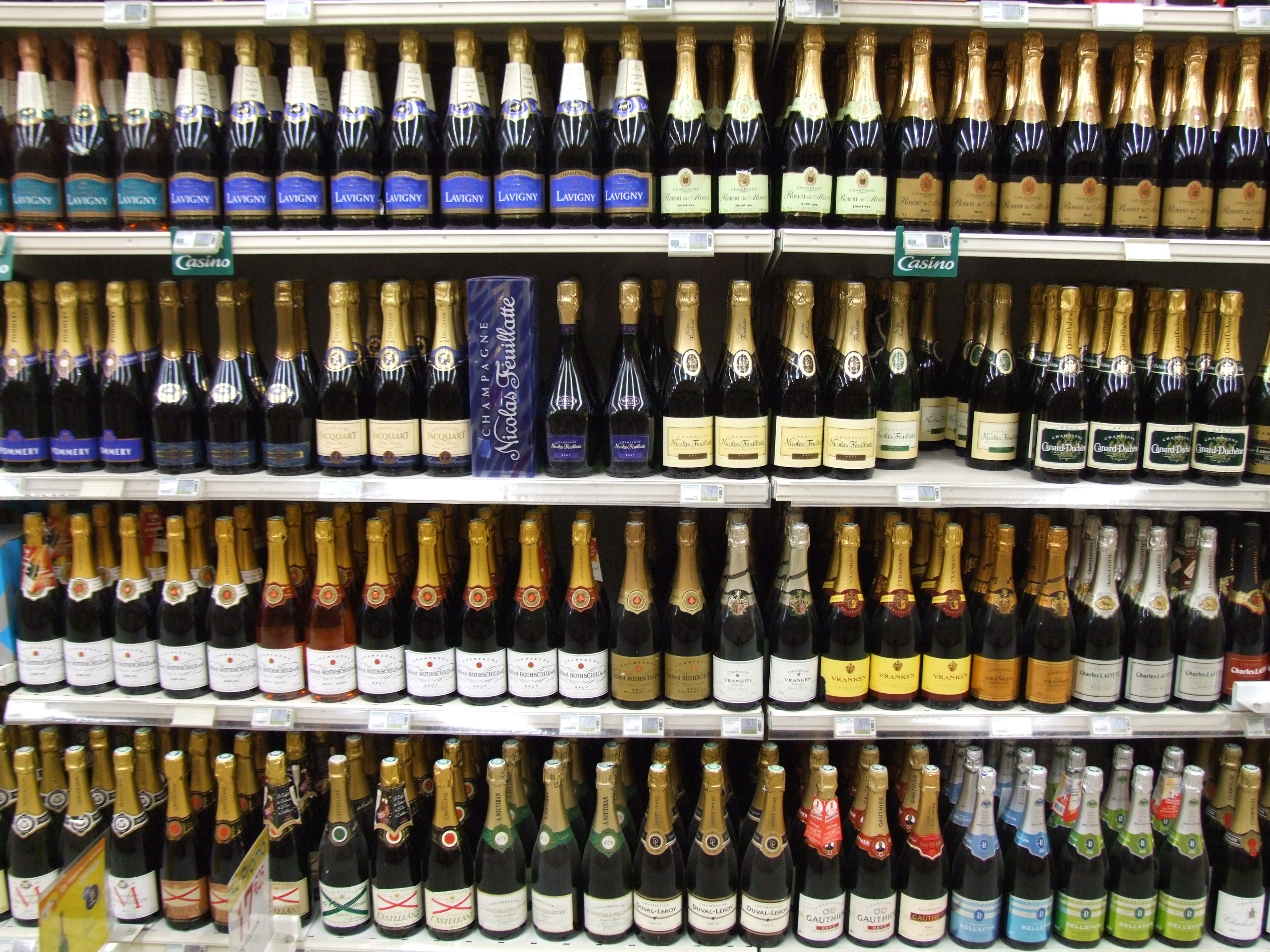
Szampan we francuskim supermarkecie

- Powierzchnia upraw AOC (Appellation d’origine contrôlée) według deklaracji zbiorów wynosiła w 2002 r. 29,3 tysiąca hektarów, z czego 21,8 w departamencie Marna
- Produkcja roczna wynosi około 2,5 miliona hektolitrów, co oznacza około 350 milionów butelek. Obniżyła się ona podczas kampanii 2001/2002 aby ponownie wzrosnąć do 2,4 Mhl w sezonie 2002/2003.
- Zapasy w sezonie 2002/2003 wynosiły 3,4 Mhl, co daje łącznie 5,8Mhl szampana do dyspozycji. Ta liczba powoli, ale nieustannie rośnie w ciągu ostatnich dziesięciu lat.
- Produkcja sprzedana była rekordowa w sezonie 1998/99, osiągając 310 milionów butelek wysłanych przede wszystkim za granice Francji. W następnych latach wskaźnik ten był istotnie niższy, ostatnio zaś wynosił:
- w sezonie 2002/2003: 290,7 miliona butelek (wzrost 4% w stosunku do poprzedniego sezonu);
- w sezonie 2004 : 300 milionów butelek wysłanych do 190 krajów świata.

Wartość roczna sprzedaży waha się pomiędzy 700 a 900 milionów euro. 
Rozkład ze względu na kraj odbiorców:
- Francja: 60,0%;
- Unia Europejska (z wyjątkiem Francji): 25,1%;
- Inne kraje: 14,9%.

Ze względu zaś na rodzaj producenta/dostawcy udziały są następujące:
- Pośrednicy handlowi (négociants, zob. niżej jak odczytać etykietkę) – 67,4%, skupiają oni 280 marek.
  - Wśród nich istnieje 12 dużych grup, które obracają 170 milionami butelek (50% sprzedaży globalnej w 2004 r.). Te duże grupy pośredników dysponują również poza granicami Francji wydajnymi sieciami dystrybucji i są lokomotywami dla tej gałęzi gospodarki. W ciągu ostatniego dwudziestolecia około czterdzieści marek zmieniło właściciela aby – najczęściej – dołączyć do jednej z tych grup, a proces koncentracji wydaje się być jeszcze daleki od zakończenia.
- Producenci (Récoltants-manipulants): 23,5% (70 milionów butelek w 2004); w tej kategorii jest około 5000 winnic, i realizują one 93% swojej sprzedaży na rynku francuskim. Przygotowują one szampana na bazie swych własnych winogron, połowa z nich czyni to samodzielnie, pozostali działają w ramach kooperatyw producentów („spółdzielni”).
- Kooperatywy („spółdzielnie”): 9,1%. W liczbie około sześćdziesięciu działają w oparciu o zbiory wnoszone przez swych członków (około połowa z 5000 winnic oddaje część lub całość swoich zbiorów). Kooperatywy wprowadzają na rynek około 28 milionów butelek, z czego 62% na rynek francuski[3].

### L’appellation d’origine contrôlée
Nazwa „szampan” jest ściśle zastrzeżoną apelacją, ale notka o tym mówiąca, appellation d’origine contrôlée, występuje bardzo rzadko na etykietach szampana. Jedynie szampan i koniak są zwolnione z obowiązku podawania wyraźnie klasy wina, gdyż dla tych właśnie dwu rodzajów nie produkuje się win niższej klasy (wszystkie inne winnice sprzedają równocześnie wina klasy AOC i niższej).
Samo słowo szampan (champagne) jest również pilnie strzeżone.
Tak na przykład wieś Champagne w kantonie de Vaud w Szwajcarii (660 mieszkańców) musiała zaprzestać używania tej nazwy na etykietach win (niemusujących) produkowanych w tym rejonie (28 hektarów) na mocy umowy międzynarodowej pomiędzy Szwajcarią i Unią Europejską z grudnia 1998 r. Z tej samej przyczyny firma Yves Saint Laurent musiała przerwać operację wprowadzania nowego rodzaju perfum nazwanych Champagne. W końcu nazwę produktu zmieniono i został on wprowadzony na rynek jako Yvresse.

### Szampan a inne wina musujące
Produkcja szampana jest obłożona ścisłymi warunkami, które wyróżniają go spośród innych win musujących. W szczególności produkcję szampana charakteryzuje:
- ściśle określony obszar uprawy,
- regulowany sposób uprawy, jak np. gęstość winorośli,
- ograniczenia wielkości zbiorów z jednostki powierzchni,
- ręczne zbiory winogron,
- dokładne wyciskanie następujące szybko po zbiorze,
- fermentacja wina w butelkach.

Na rynku znajdują się również wina przypominające szampana. Szampanopodobne wyroby obejmują:
- we Francji
  - Ayze, wino musujące z regionu Savoie, wytwarzane z rzadkiego szczepu Gringet
  - Blanquette de Limoux
  - Clairette de Die
  - Crémants
    - Crémant d’Alsace
    - Crémant de Bourgogne
    - Crémant de la Loire
    - Crémant de Bordeaux

  - Cedron
  - Seyssel (musujące)
  - Vouvray (musujące);
- poza granicami Francji
  - Crémant z Luksemburga
  - hiszpańskie Cava (Katalonia)
  - Asti Spumante (Włochy)
  - Sekt (Niemcy)
  - Moskowskoje Igristoje, Szampanskoje

### Słynnedomy szampanai ich renomowane produkty
Istnieją obecnie 284 domy szampana, w tym 12 dużych grup reprezentujących 55% produkcji sprzedanej (170 milionów butelek, dane za rok 2004)
| Dom                           | Data założenia               | Miejsce                | Szampan                                      | Rocznikowy                 | Linki zewnętrzne         | Grupa                                   |
| ----------------------------- | ---------------------------- | ---------------------- | -------------------------------------------- | -------------------------- | ------------------------ | --------------------------------------- |
| Henri Abelé                   | 1757                         | Reims                  | Sourire de Reims                             | –                          | Henri Abelé              | Freixenet S.A. www                      |
| Ayala                         | 1860                         | Aÿ                     | Grande Cuvée                                 | tak                        | Ayala                    | Dom niezależny                          |
| Beaumet                       | 1878                         | Épernay                | Malakoff                                     | tak                        | –                        | Zależny od Domu Jeanmaire               |
| Beaumont des Crayères         | 1953                         | Mardeuil               | –                                            | –                          | Beaumont des Crayères    | Kooperatywa 240 uczestników             |
| Besserat de Bellefon          | 1843                         | Épernay                | Moines                                       | –                          | Besserat de Bellefon     | Lanson International www                |
| Billecart-Salmon              | 1818                         | Mareuil-sur-Ay         | brut Réserve                                 | –                          | Billecart-Salmon         | Dom niezależny                          |
| Binet                         | 1849                         | Rilly-la-Montagne      | Sélection                                    | tak                        | –                        | Grupa Binet, Prin et Collery            |
| Château de Bligny             | 1911                         | Bligny                 | An 2000                                      | tak                        | –                        | Grupa G.H. Martel & Co                  |
| Henri Blin et Cie             | 1947                         | Vincelles              | An 2000                                      | tak                        | Blin                     | Kooperatywa zrzeszająca 31 członków     |
| Boizel                        | 1834                         | Épernay                | Joyau de France                              | tak                        | Boizel                   | Grupa Boizel, Chanoine, Champagne (BCC) |
| Bollinger                     | 1829                         | Aÿ                     | Vieilles Vignes Françaises                   | tak                        | Bollinger                | Przedsiębiorstwo niezależne             |
| Bollinger                     | 1829                         | Aÿ                     | R.D. (Récemment Dégorgé)                     | tak                        | Bollinger                | Przedsiębiorstwo niezależne             |
| Bollinger                     | 1829                         | Aÿ                     | La Grande Année                              | tak                        | Bollinger                | Przedsiębiorstwo niezależne             |
| Ferdinand Bonnet Père et Fils | 1922                         | Oger                   | –                                            | –                          | –                        | Grupa Rémy-Cointreau                    |
| Raymond Boulard               | winnice od 1792, dom od 1952 | La Neuville-aux-Larris | Vieilles vignes                              | –                          | –                        | Dom niezależny                          |
| Canard-Duchêne                | 1868                         | Ludes                  | Grande Cuvée Charles VII                     | –                          | Canard-Duchêne           | Alain Thiénot www                       |
| Canard-Duchêne                | 1868                         | Ludes                  | Léonie                                       | –                          | Canard-Duchêne           | Alain Thiénot www                       |
| De Castellane                 | 1895                         | Épernay                | Commodore                                    | tak                        | De Castellane            | Laurent-Perrier www                     |
| Cattier                       | 1918                         | Chigny-les-Roses       | Clos du Moulin                               | –                          | Cattier                  | Przedsiębiorstwo niezależne             |
| Charles de Cazanove           | 1811                         | Reims                  | Stradivarius                                 | –                          | –                        | Grupa Rapeneau                          |
| Chanoine Frères               | 1730                         | Reims                  | Tsarine www                                  | różnie (zależy od rodzaju) | Chanoine Frères          | Grupa Boizel, Chanoine, Champagne (BCC) |
| Deutz                         | 1838                         | Aÿ                     | Amour de Deutz                               | tak                        | Deutz                    | powiązany z Ltaks Rœderer               |
| Drappier                      | 1808                         | Urville                | Grande Sendrée                               | tak                        | Drappier                 | Przedsiębiorstwo rodzinne               |
| Duval-Leroy                   | 1859                         | Vertus                 | Femme de Champagne                           | różnie (zmienne w czasie)  | Duval-Leroy              | Przedsiębiorstwo rodzinne               |
| Duval-Leroy                   | 1859                         | Vertus                 | Fleur de Champagne                           | różnie (zmienne w czasie)  | Duval-Leroy              | Przedsiębiorstwo rodzinne               |
| Nicolas Feuillatte            | 1972                         | Chouilly               | Palmes d’Or                                  | tak                        | Nicolas Feuillatte       | Unia kooperatyw                         |
| Gauthier                      | 1858                         | Épernay                | Grande Réserve Brut                          | –                          | Gauthier                 | Lanson International www                |
| Paul Goerg                    | 1950                         | Vertus                 | Lady C.                                      | tak                        | Goerg                    | –                                       |
| Gosset                        | XVIII wiek                   | Aÿ                     | Celebris                                     | tak                        | Gosset                   | Renaud-Cointreau                        |
| Gosset                        | XVIII wiek                   | Aÿ                     | Grand Millésime                              | tak                        | Gosset                   | Renaud-Cointreau                        |
| Heidsieck & Co Monopole       | 1785                         | Épernay                | Diamant Bleu                                 | tak                        | Vranken                  | Vranken-Pommery Monopole www            |
| Charles Heidsieck             | 1851                         | Reims                  | Blanc des Millénaires                        | tak                        | heidsieck                | Rémy-Cointreau www                      |
| Henriot                       | 1808                         | Reims                  | Cuvée des Enchanteleurs                      | tak                        | –                        | Przedsiębiorstwo niezależne             |
| Henriot                       | 1808                         | Reims                  | Brut Souverain                               | tak                        | –                        | Przedsiębiorstwo niezależne             |
| Jacquart                      | 1962                         | Reims                  | Mosaïque                                     | –                          | Jacquart                 | Unia kooperatyw                         |
| Krug                          | 1843                         | Reims                  | każdy rocznik nosi inną nazwę                | tak                        | Krug                     | LVHM www                                |
| Krug                          | 1843                         | Reims                  | Clos du Mesnil                               | różnie (zmienne w czasie)  | Krug                     | LVHM www                                |
| Charles Lafitte               | 1848                         | Épernay                | Orgueil de France                            | różnie (zmiennie w czasie) | Vranken                  | Vranken-Pommery Monopole www            |
| Lanson                        | 1760                         | Reims                  | Noble Cuvée                                  | tak                        | Lanson                   | Lanson International www                |
| Laurent-Perrier               | 1812                         | Tours-sur-Marne        | Grand Siècle                                 | –                          | Laurent-Perrier          | Laurent-Perrier www                     |
| Mercier                       | 1858                         | Épernay                | Vendange                                     | tak                        | Mercier                  | LVHM www                                |
| Moët & Chandon                | 1743                         | Épernay                | Dom Pérignon                                 | tak                        | Moet & Chandon           | LVHM www                                |
| Moët & Chandon                | 1743                         | Épernay                | Brut Impérial                                | tak                        | Moet & Chandon           | LVHM www                                |
| Mumm                          | 1827                         | Reims                  | Mumm de Cramant                              | –                          | Mumm                     | Pernod Ricard www                       |
| Bruno Paillard                | 1981                         | Reims                  | Nec Plus Ultra                               | tak                        | Bruno Paillard           | Dom niezależny                          |
| Bruno Paillard                | 1981                         | Reims                  | Brut Première cuvée                          | tak                        | Bruno Paillard           | Dom niezależny                          |
| Pannier                       | 1899                         | Château-Thierry        | Égérie                                       | –                          | Pannier                  |                                         |
| Joseph Perrier                | 1825                         | Châlons -en-Champagne  | Royale Brut                                  | –                          | Joseph Perrier           | Allied Domecq PLC G-B www               |
| Perrier Jouët                 | 1811                         | Épernay                | Belle Époque                                 | tak                        | Perrier Jouët            | Pernod Ricard www                       |
| Piper-Heidsieck               | 1785                         | Reims                  | Rare                                         | –                          | Piper-Heidsieck          | Rémy-Cointreau www                      |
| Piper-Heidsieck               | 1785                         | Reims                  | Rosé Sauvage                                 | –                          | Piper-Heidsieck          | Rémy-Cointreau www                      |
| Pommery                       | 1836                         | Reims                  | Louise                                       | tak                        | Pommery                  | Vranken-Pommery Monopole www            |
| Louis Rœderer                 | 1776                         | Reims                  | Cristal de Rœderer                           | tak                        | Louis Rœderer            | Dom niezależny powiązany z Deutz        |
| Pol Roger                     | 1849                         | Épernay                | Sir Winston Churchill                        | tak                        | –                        | Dom niezależny                          |
| Ruinart                       | 1725 najstarszy dom szampana | Reims                  | Dom Ruinart                                  | tak                        | Ruinart                  | LVHM www                                |
| Ruinart                       | 1725 najstarszy dom szampana | Reims                  | Ruinart blanc de blancs                      | tak                        | Ruinart                  | LVHM www                                |
| De Saint-Gall                 | 1966                         | Avize                  | Orpale                                       | różnie (zmienne w czasie)  | –                        | Union Champagne www                     |
| Salon                         | 1921                         | Le Mesnil-sur-Oger     | S                                            | różnie (zmienne w czasie)  | –                        | Laurent-Perrier www                     |
| Marie Stuart                  | 1867                         | Reims                  | La Sommelière                                | –                          | Marie Stuart             | Alain Thiénot www                       |
| Marie Stuart                  | 1867                         | Reims                  | Brut Millésimé                               | tak                        | Marie Stuart             | Alain Thiénot www                       |
| Taittinger                    | 1734                         | Reims                  | Comtes de Champagne                          | tak                        | Taittinger               | Crédit Agricole Nord-Est                |
| Taittinger                    | 1734                         | Reims                  | Les Folies de la Marquetterie                | –                          | Taittinger               | Crédit Agricole Nord-Est                |
| Thiénot                       | 1985                         | Reims                  | Grande Cuvée                                 | tak                        | Thiénot                  | Alain Thiénot www                       |
| Thiénot                       | 1985                         | Reims                  | Stanislas                                    | –                          | Thiénot                  | Alain Thiénot www                       |
| de Venoge                     | 1867                         | Épernay                | Grand Vin des Princes                        | tak                        | de Venoge                | Grupa Boizel, Chanoine, Champagne www   |
| de Venoge                     | 1867                         | Épernay                | Cordon Bleu                                  | tak                        | de Venoge                | Grupa Boizel, Chanoine, Champagne www   |
| Veuve Clicquot Ponsardin      | 1772                         | Reims                  | La Grande Dame                               | tak                        | Veuve Clicquot Ponsardin | LVHM www                                |
| Veuve Clicquot Ponsardin      | 1772                         | Reims                  | Carte jaune                                  | tak                        | Veuve Clicquot Ponsardin | LVHM www                                |
| Veuve Clicquot Ponsardin      | 1772                         | Reims                  | Clicquot Rich Reserve                        | tak                        | Veuve Clicquot Ponsardin | LVHM www                                |
| Vranken                       | 1979                         | Épernay                | Demoiselle ... (tu imię, inne w każdym roku) | różnie (zmienne w czasie)  | Vranken                  | Vranken-Pommery Monopole www            |
| Vranken                       | 1979                         | Épernay                | Tête de cuvée                                | różnie (zmienne w czasie)  | Vranken                  | Vranken-Pommery Monopole www            |

## Informacje praktyczne

### Renomowany trunek
Szampan zdobył międzynarodową renomę stając się symbolem luksusu i zwyczajowo towarzysząc świętowaniu z rozmaitych okazji. Jego wyjątkowość pochodzi też właśnie z tego odświętnego charakteru: przy otwieraniu strzela się korkiem (czasem – rzadziej – odcina korek szablą), a zwycięstwa w wielu sportach fetuje się skropieniem publiczności szampanem z butelki trzymanej przez zwycięzcę na podium. Dzieje się tak na przykład w Formule 1, rajdach samochodowych czy wyścigach kolarskich. Również chrzest statku tradycyjnie odbywa się przez rozbicie butelki szampana o burtę.

### Enologia
Młody szampan – dwa do trzech lat – niesie świeży aromat, na który składają się zapachy nie tylko owoców (czerwonych, białych zwłaszcza zaś cytrusów) i białych kwiatów, lecz również warzyw, drożdży, miąższu chleba lub nawet soli mineralnych. Aromat szampana bardziej dojrzałego – 4 do 7 lat – jest pełniejszy i bardziej intensywny; najważniejsze w gamie zapachów są owoce żółte (suche lub przetworzone, np. gotowane), alkohole roślinne, przyprawy, a także odcienie słodyczy (czekolady, ciasta). Po sześciu latach aromat staje się bardziej złożony i zawiera przede wszystkim wonie bardzo dojrzałych lub kandyzowanych owoców, zapachy leśne, a także miodu i palonego cukru.

### Jak odczytać etykietę
Z etykiety szampana oprócz jego marki i nazwy producenta można odczytać także jego rodzaj (czyli sposób dozowania), np. „brut” (wytrawny), „sec” (półwytrawny) albo też „zéro dosage” (brak dozowania), rocznik – albo jego brak, wieś z której pochodzą winogrona, a także czasem jakościowe określenie winogron: grand cru dla siedemnastu wsi, które mają do tego prawo i premier cru dla czterdziestu jeden pozostałych.
Na etykiecie znajdziemy także status zawodowy producenta-dostawcy (istnieje obowiązek jego podawania). Stosowane oznaczenia to
- NM (Négociant manipulant) – Domy szampana, które produkują i sprzedają swoje wino. Większość z nich posiada swoje winnice, ale także skupuje winogrona od lokalnych rolników.
- RM (Récoltant manipulant) – kategoria winnic produkujących i sprzedających własne wina na bazie swojego szczepu winogron.

Tylko w dwu powyższych kategoriach znajdziemy tzw. „drobnych producentów”.
- CM (Coopérative de manipulation) – wina wyprodukowane i sprzedawane przez unie („spółdzielnie”, kooperatywy) producentów.
- RC (Récoltant coopérateur) – Właściciel winnicy przekazuje swe zbiory „spółdzielni”, od której następnie odbiera butelki szampana gotowe do wprowadzenia na rynek.
- SR (Société de récoltants) – Dość rzadki przypadek; zwykle chodzi o przedsiębiorstwo rodzinne, w którym wspólnie przygotowuje się i wprowadza na rynek swe produkty.
- ND (Négociant distributeur) – Pośrednik handlowy. Oznacza przedsiębiorstwo, które skupuje gotowe butelki szampana i sprzedaje je pod swoją własną marką.
- MA (Marque d’acheteur) – Marka nadana przez ostatecznego dostawcę, który zakupuje butelki od pośredników na warunkach rezygnacji z ich własnej marki. Produkt najczęściej przeciętnej jakości.

### Jak podawać szampana
Szampana pijemy przy rozmaitych okazjach i może on być podawany do każdego typu posiłku.
- Szampan surowy (brut) bez rocznika i Blanc de Blancs pije się jako aperitif i jako dodatek do dania wstępnego (fr. entrée, w kuchni francuskiej to najczęściej rodzaj bogatej sałatki lub lekkiego dania – np. z żabich udek – na rozpoczęcie posiłku). Może też towarzyszyć daniom z ryb i owoców morza.
- Szampan biały surowy (brut) posiadający swój rocznik i szampan różowy mogą być podawane do dań mięsnych i do serów; roczniki młodsze powinny być podane przed starszymi.
- Szampan wytrawny (sec) i półwytrawny (demi-sec) doskonale nadają się na deser.

Na chłodno

Szampan powinien być podawany po schłodzeniu: 6 do 8 stopni Celsjusza (lub 8 do 10 – według niektórych producentów). Butelkę umieszczamy w wiaderku do szampana wypełnionym do połowy wodą z lodem (około 10 kostek, nie więcej). Można również włożyć butelkę do lodówki – ale nigdy do zamrażalnika.
Celem jest otrzymanie optymalnej temperatury dziewięciu stopni – tak podaje się szampana w renomowanych restauracjach. Bardziej wiekowy trunek – ponad 15 lat – może być podany w temperaturze 14 lub 15 stopni, to znaczy takiej, jaka panuje w dobrej winnej piwnicy.
Chłodzona w wiaderku na szampana, czy w lodówce, butelka nie powinna pozostawać w świetle, a zwłaszcza w świetle jarzeniowym, gdyż ono dość szybko nadaje szampanowi niedobry posmak 
– dotyczy to wszystkich win musujących. Jest więc wskazane owinąć butelkę serwetą lub najlepiej – sposób bardziej wyrafinowany – bibułką.
Serwis

Najlepiej używać kieliszków wąskich i wysokich. Kojarzone dość powszechnie z szampanem kieliszki płytkie i szerokie nie są już polecane przez koneserów, jako niezatrzymujące bąbelków i aromatu. Należy pomyśleć o zmianie kieliszków za każdym razem, gdy zmieniamy gatunek. Doświadczeni kelnerzy przeznaczają od sześciu do dziesięciu kieliszków na butelkę (nigdy nie nalewając wszystkich naraz).
Zalecana całkowita ilość szampana jako dodatku do posiłku to około jedna butelka na osobę, przy czym proponuje się następujący podział
- na wejście (np. podczas wesela lub jako aperitif) jedna butelka na cztery osoby
- do posiłku właściwego jedna butelka na dwie osoby
- do deseru jedna butelka na osiem osób

Podawać szampana „po szampańsku” oznacza trzymać się szczególnej eleganckiej etykiety
- butelkę trzyma się tylko od spodu, kciuk umieszczony w zagłębieniu denka, a pozostałe palce wzdłuż butelki;
- kieliszek wypełnia się maksymalnie w dwóch trzecich, a najlepiej do połowy;
- szyjka butelki nie powinna dotykać brzegu kieliszka, a na koniec nalewania wykonuje się odpowiedni obrót butelką aby pozbyć się ostatnich kropel, które ewentualnie mogłyby skapnąć na stół.
- duże butelki (balthazar itp.) podtrzymuje się ramieniem.

Ciastka

Istniała kiedyś tradycja podawania podczas degustacji szampana ciasteczek – pokrytych lukrem biszkoptów w formie wydłużonych prostokątów.
Szabla

Do uroczystego otwarcia szampana można użyć szabli. Polega to na przesunięciu jej wzdłuż butelki w kierunku jej szyjki. Siła uderzenia szabli w „kołnierz” butelki oddziela go wraz z korkiem. Użycie szabli nie polega więc na odcinaniu. Aby poprawnie wykonać tę operację należy
- wybrać odpowiednio ciężką szablę z raczej krótkim ostrzem o szerokim grzbiecie;
- w jednej ręce trzymać szablę, użyć grzbietu, tzn. tępej (a nie ostrej) krawędzi;
- w drugiej ręce trzymać butelkę za jej dolną część, usunąć druciki podtrzymujące korek;
- przyłożyć szablę płazem do butelki i przesunąć ją gwałtownie w kierunku szyjki aż dotrze do kołnierza; szok uderzenia odłamie go i wraz z korkiem poszybuje on w powietrze.
- pozwolić rozlać się pewnej ilości szampana, która wytryskuje po otwarciu, aby pozbyć się ewentualnych okruchów szkła.

Użycie tej metody nie jest wyjątkowo trudne, ale trzeba pamiętać o środkach ostrożności:
- szabla jest rodzajem broni i jej użycie może być niebezpieczne;
- kołnierz butelki odskoczy z dużą siłą na odległość – jego przewidywana trajektoria musi być wolna od przeszkód;
- przed wypiciem należy sprawdzić czy płyn nie zawiera okruchów szkła;
- po otwarciu nie dotykać krawędzi szyjki butelki, gdyż zwykle są one ostre jak żyletka

### Szampan a zdrowie
Szampan jest polecany przez jego promotorów jako rzekomo „rozpraszający niepokoje i stany depresyjne”. Kanonik Godinot w 1718 r. w swym traktacie o szampanach zapewniał: Ze wszystkich win nie masz lepszego dla zdrowia niż wino z Szampanii, szare lub koloru oczu kuropatwy.
Własności szampana:
- dwutlenek węgla w bąbelkach pochodzi tylko z drugiej fermentacji i nie jest dodawany sztucznie tak jak w innych winach musujących albo napojach gazowanych
- jak wszystkie wina białe, jest moczopędny
- jest bogaty w przyswajalne sole mineralne, w szczególności potas, wapń, magnez i siarkę. Posiada więc własności oczyszczające, detoksykacyjne i przeciwzapalne. Działa też na reumatyzmy, stany zapalne górnych dróg oddechowych i alergie.
- zawiera również oligoelementy (pierwiastki potrzebne organizmowi w śladowych ilościach), z których np. cynk wpływa korzystnie na regulację w systemie nerwowym; przed wynalezieniem leków psychotropowych szampan był znany jako środek antydepresyjny. Zawiera on również fosfor i lit, pierwiastki ważne dla równowagi nastrojów.

Dawkowanie zalecane przez zwolenników tej metody: kuracja lecznicza to trzy kieliszki dziennie przez miesiąc, kuracja podtrzymująca ogranicza się do jednego kieliszka dziennie. Pozwala to cieszyć się dobrym samopoczuciem i korzystać ze wszystkich dobrodziejstw szampana.
Należy jednak pamiętać również o wpływie negatywnym – jak w przypadku każdego napoju alkoholowego.

## Cytaty
Szampan jest jedynym winem, po wypiciu którego kobieta pozostaje piękną, mówiła o nim Madame de Pompadour.
W 1961 r. Madame Bollinger w odpowiedzi na pytanie dotyczące picia szampana, zadane przez dziennikarza „London Daily Mail”, powiedziała: Piję go, gdy jestem radosna i gdy mi smutno. Czasem wypiję w samotności. Uważam to za obowiązek, gdy jestem w towarzystwie. Zabawiam się z nim, gdy nie mam apetytu, i piję go, gdy jestem głodna. Poza tym nie dotykam go nigdy, chyba że chce mi się pić.
Królem wszystkich win nazwał szampana także Strauss w operetce Zemsta nietoperza.